# Юрай Далматинец

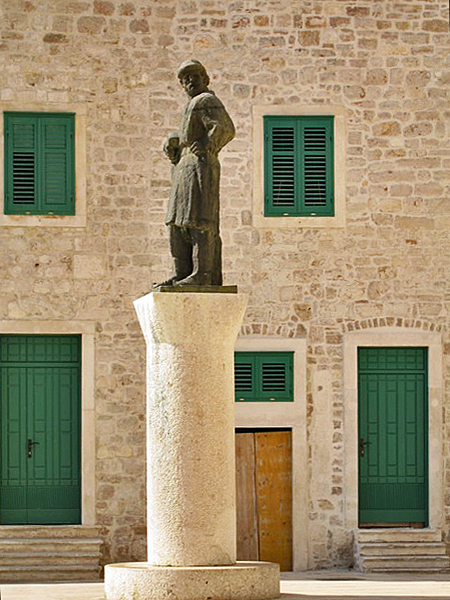
Памятник Юраю Далматинцу, Шибеник. Скульптор И. Мештрович

Юрай Далматинец, он же Джорджо Орсини, также известен как Джорджо да Себенико — Джорджо из Шибеника (хорв. Juraj Dalmatinac, итал. Giorgio Orsini, лат. Georgius Dalamaticus) — средневековый архитектор, скульптор и градостроитель. Долгое время был известен преимущественно как Джорджо Орсини, под этим именем упоминается в итало- и англоязычных источниках. В балканских же языках и в русском закрепилось имя «Юрай Далматинец». Так он называл себя сам. 
Hoc opus cuvarum fecit magister Georgius Mathaei Dalmaticus.
 — гласит его латинская подпись на апсиде собора Св. Иакова в Шибенике.

## Биография
Родился Юрай в Задаре, в начале XV века. К тому времени большая часть Далматинского побережья перешла под контроль Венеции, что вызвало бурное развитие прибрежных городов. «Далматинец» был самым видным из целой плеяды зодчих и скульпторов, внесших свой вклад в строительство новых дворцов, храмов; создание скульптурных шедевров, входящих в богатейшее культурное наследие Далмации.
Население прибрежных городов в то время было смешанным романско-славянским; образованные люди, в том числе и славянского происхождения, были тесно связаны с итальянской культурой. Сам Юрай Далматинец был более известен как Джорджо Орсини (с подачи, главным образом, его сына). Однако ж, Джорджо Вазари именует Далматинца: Джорджо Скьявони (т. е. Джорджо-Славянин). Вообще же, как и большинство выдающихся средневековых людей из Далмации, живших на стыке двух культур, Юрая Далматинца ныне почитают своим соотечественником и в Хорватии, и в Италии.
Прожив несколько лет в Венеции, Юрай Далматинец был в 1441 г. приглашён на должность главного архитектора в Шибеник — после того, как был уволен его предшественник Антонио далле Мазенье (Antonio dalle Masegne). Шибеникский период стал самым плодотворным в жизни Юрая. Главным шедевром Юрая Далматинца считается знаменитый собор Св. Иакова в Шибенике, входящий в список мирового культурного наследия ЮНЕСКО. Специально для строительства этого собора Далматинец изобрёл особый метод кладки каменных плит, позволивший ему возвести великолепный собор целиком из камня, без единого кирпича или деревянной балки. Для украшения собора мастер также создал 74 скульптуры, изображающие его современников. Рядом с собором Св. Иакова ныне поставлен памятник его создателю.
Другим знаменитым образцом скульптурного таланта Далматинца является резной каменный алтарь собора Св. Дуйма в Сплите.
Далматинец проявил себя и как градостроитель, например, по его чертежам шло строительство города и крепости Паг на одноимённом острове (1449—1457) и перестройка крепости Дубровника (1464—1466). В частности, Юрай завершил реконструкцию круглого бастиона Минчета. В Дубровнике же Юрай Далматинец построил церковь Св. Катарины.
Единственным документированным наследием мастера за пределами Далмации стали его работы в г. Анкона в Италии — Купеческая гильдия (Loggia dei Mercanti, 1451 г.), церкви Сан-Франческо-алле-Скале (S. Francesco alle Scale, 1454 г.) и Сан-Агостино (S. Agostino), Дворец Сената (Palazzo del Senato) и Палаццо Бенинказа (Palazzo Benincasa).
Умер Юрай Далматинец в Шибенике в 1473 году.

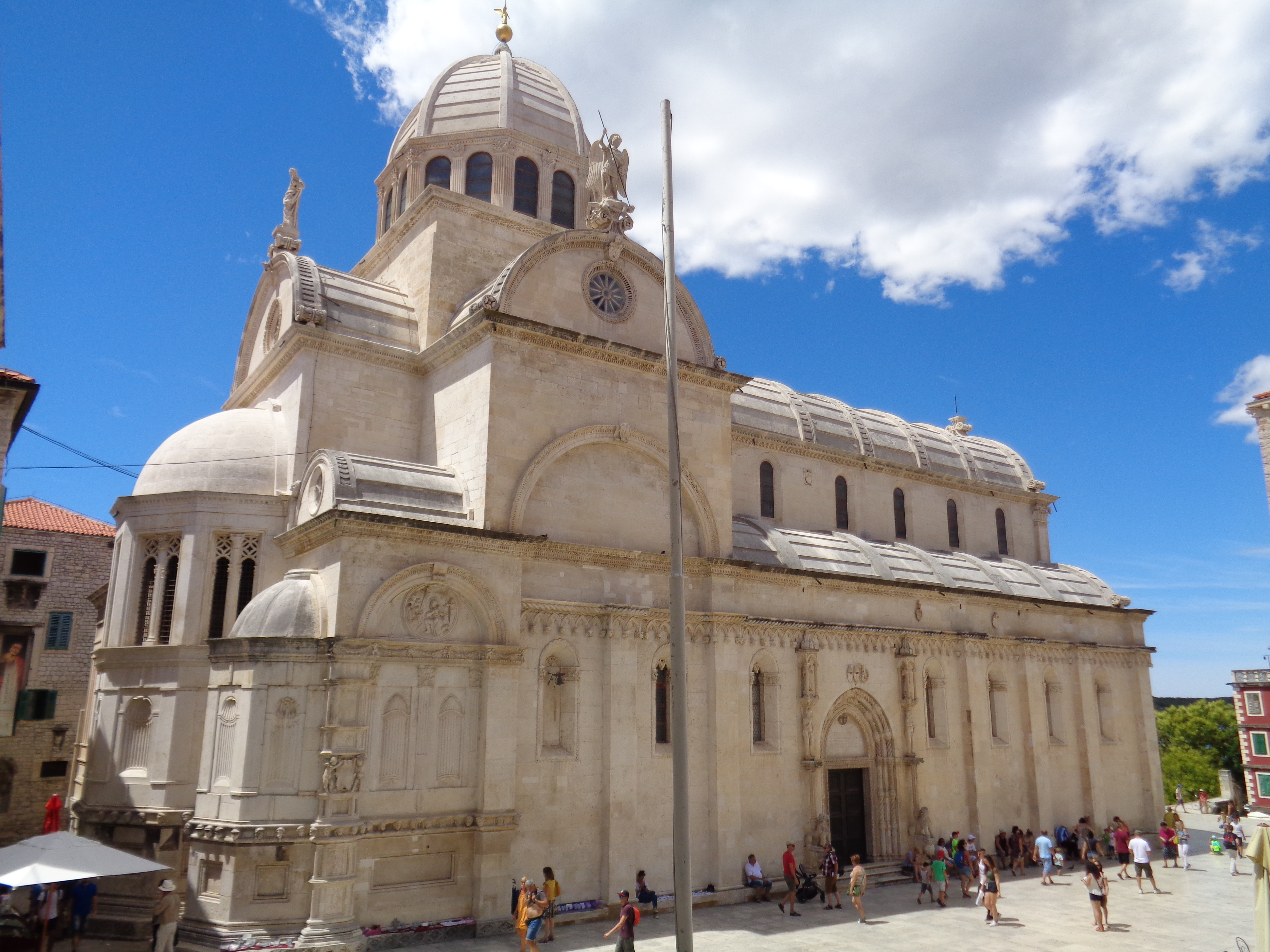
Собор Св. Иакова, Шибеник
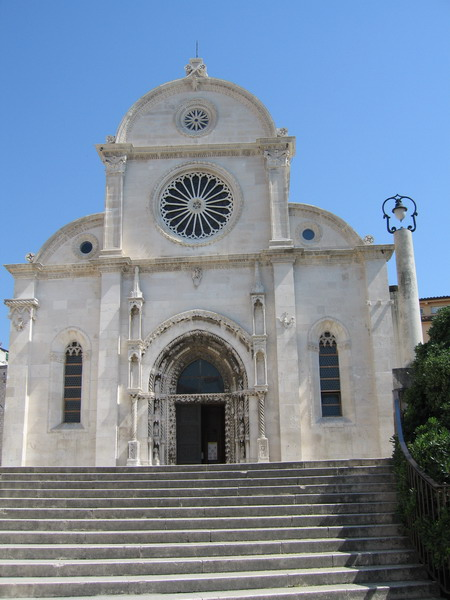
Собор Св. Иакова, Шибеник
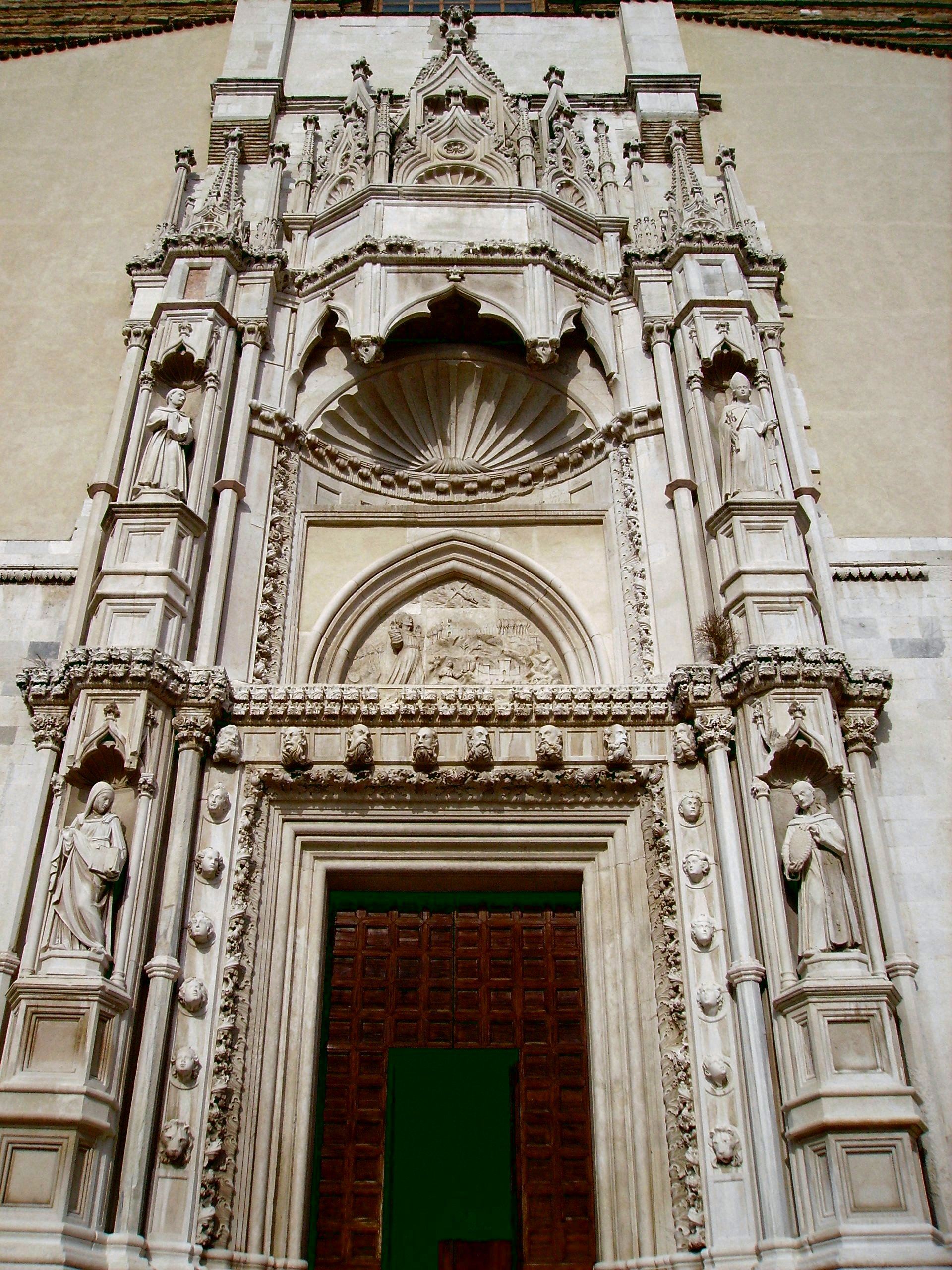
Портал церкви Св. Франциска, Анкона
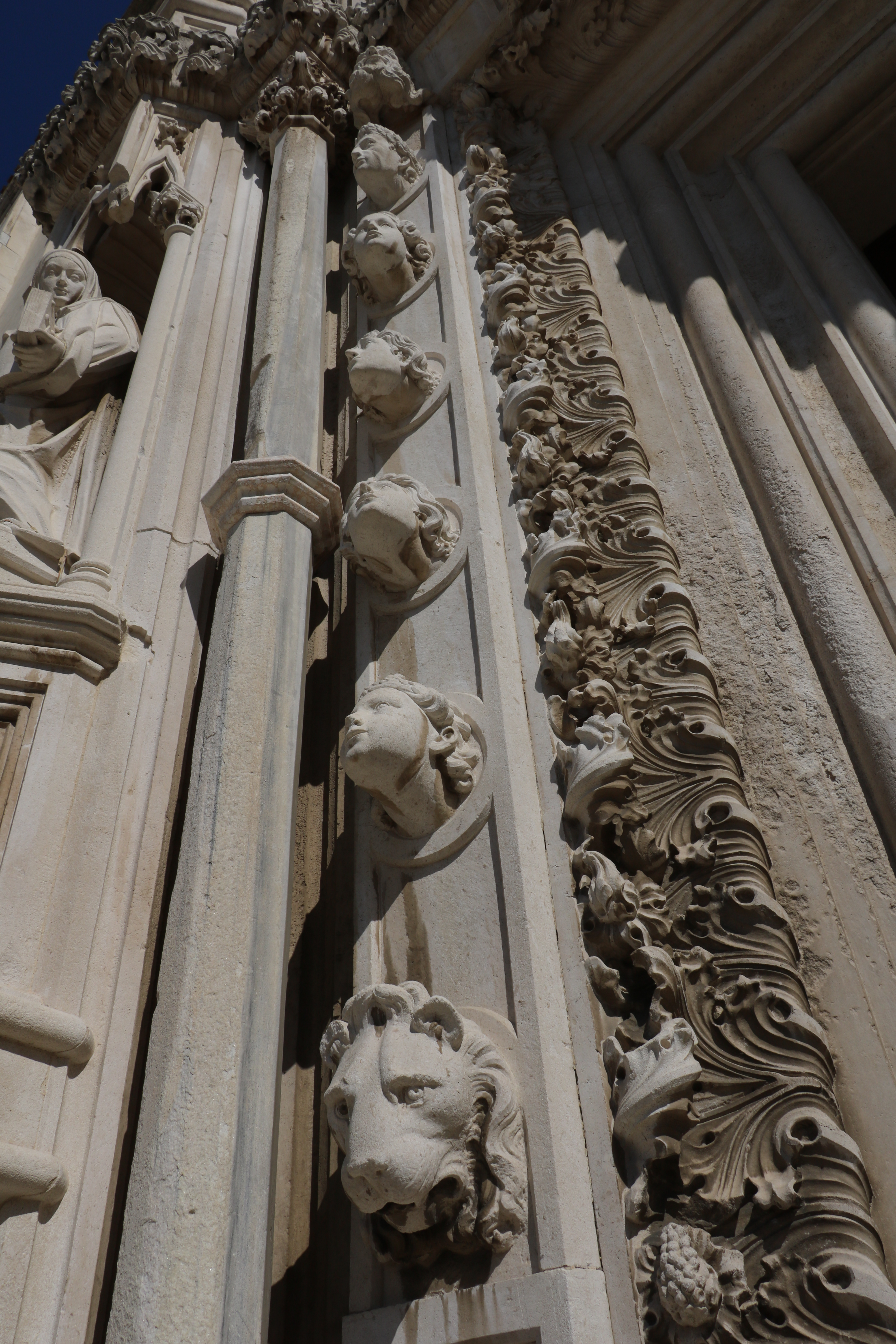
Сан-Франческо-алле-Скале, Анкона
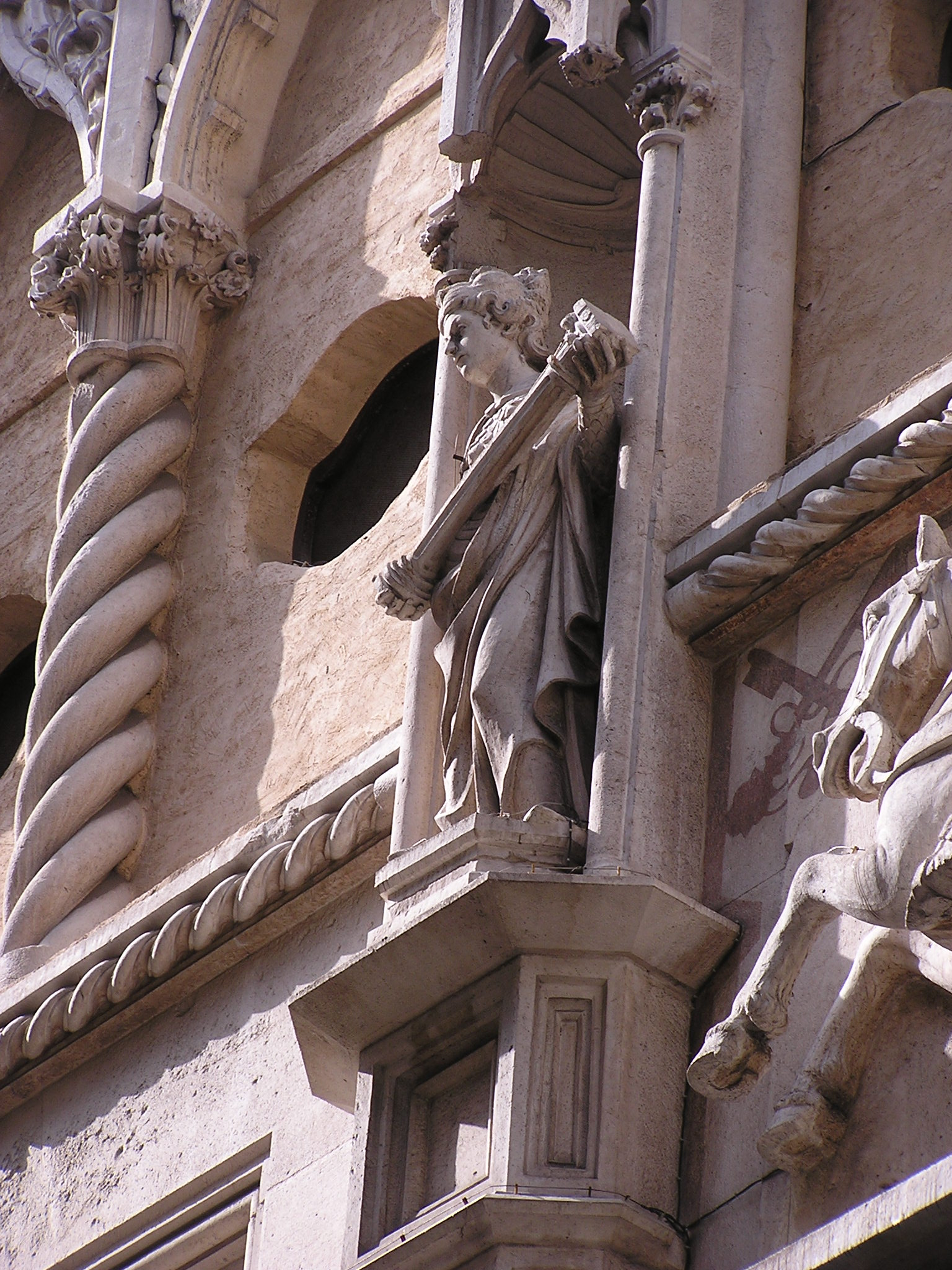
Купеческая гильдия, Анкона
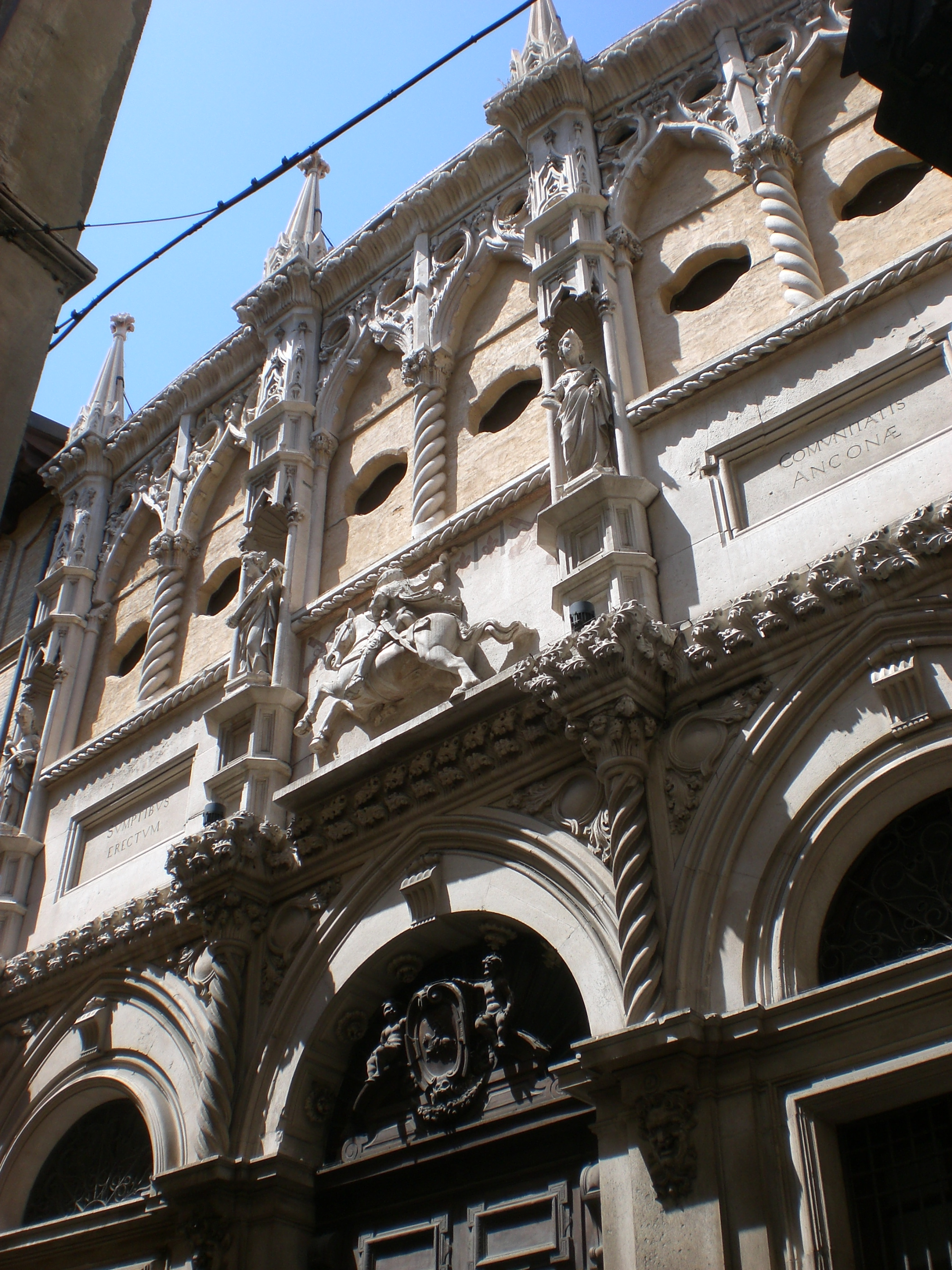
Купеческая гильдия, Анкона
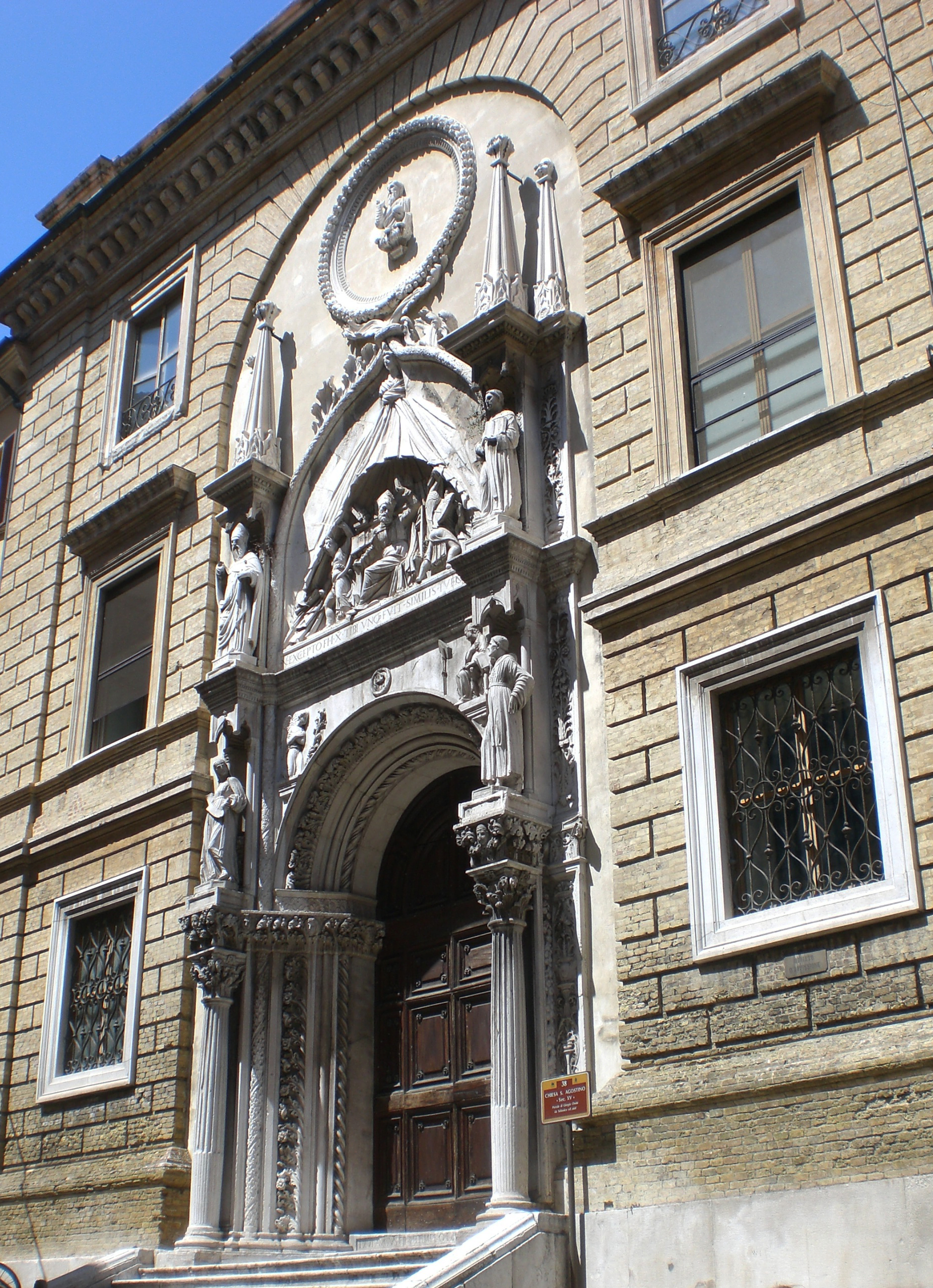
Сан-Агостино, Анкона